# Плоскогубцы комбинированные
Плоскогубцы комбинированные (англ. Combination Pliers) — шарнирно-губцевый инструмент, предназначенный для захвата, манипулирования и перекусывания проволоки. Изготовляются по стандарту ISO 5746 «Pliers and nippers — Engineer’s and «Lineman’s» pliers — Dimensions and test values». В России изготавливаются по ГОСТ Р 53925—2010 (ИСО 5746:2004) «Плоскогубцы комбинированные. Общие технические требования, методы контроля и испытаний». Основные размеры 160, 180 и 200 мм. Плоскогубцы, предназначенные для работы в электроустановках напряжением до 1000 В переменного тока и 1500 В постоянного тока должны соответствовать стандарту IEC 60900 «Live working — Hand tools for use up to 1000 V a.c. and 1500 V d.c».
Комбинированные плоскогубцы сочетают в себе как собственно плоскогубцы, так и пассатижи.